# Dinocephaloides ochreomaculatus
Dinocephaloides ochreomaculatus är en skalbaggsart som beskrevs av Stefan von Breuning 1951. Dinocephaloides ochreomaculatus ingår i släktet Dinocephaloides och familjen långhorningar. Inga underarter finns listade i Catalogue of Life.